# Нем'яч
Не́м'яч — село в Україні, у Золочівському районі Львівської області. Населення становить 565 осіб. Колишній орган місцевого самоврядування — Поповецька сільська рада. Старою дорогою Нем'яч сполучений з сусіднім містечком Підкамінь.

## Історія
У XV столітті руський шляхтич Петро Цебровський — записав Нем'яч разом з Попівцями для утримування заснованого ним домініканського кляштору в сусідньому Підкамені.
Станом на 1648 село Нем'яч мало 2 лани поля. У 1649 році в село Нем'яч сплатило 12 злотих. У 1648—1649 роках зібрали подвійний податок для покриття нестачі минулих років. Таким чином можна припустити, що на той час в селі мешкало близько 60  осіб. На 1650 рік село Нем'яч мало сплатити 12,2 злотих податку, а сплатило лише 6 злотих.
У 1880 році в селі мешкала 731 особа.

## Населення

### Мова
Розподіл населення за рідною мовою за даними перепису 2001 року:
| Мова       | Відсоток |
| ---------- | -------- |
| українська | 99,82%   |
| російська  | 0,18%    |

## Школа
У 1865 році в селі відкрилася етатова (державна) школа з українською мовою викладання у якій згодом навчалося 63 дитини. У 1884 році збудовано новий будинок школи. Школа мала 40 арів городу. У 1913 році сільським вчителем був Емільян Гудима. У 1915 році російська окупаційна влада відновлює діяльність школи, вчителем залишає Емільяна Гудиму.

## Пам'ятки, визначні місця

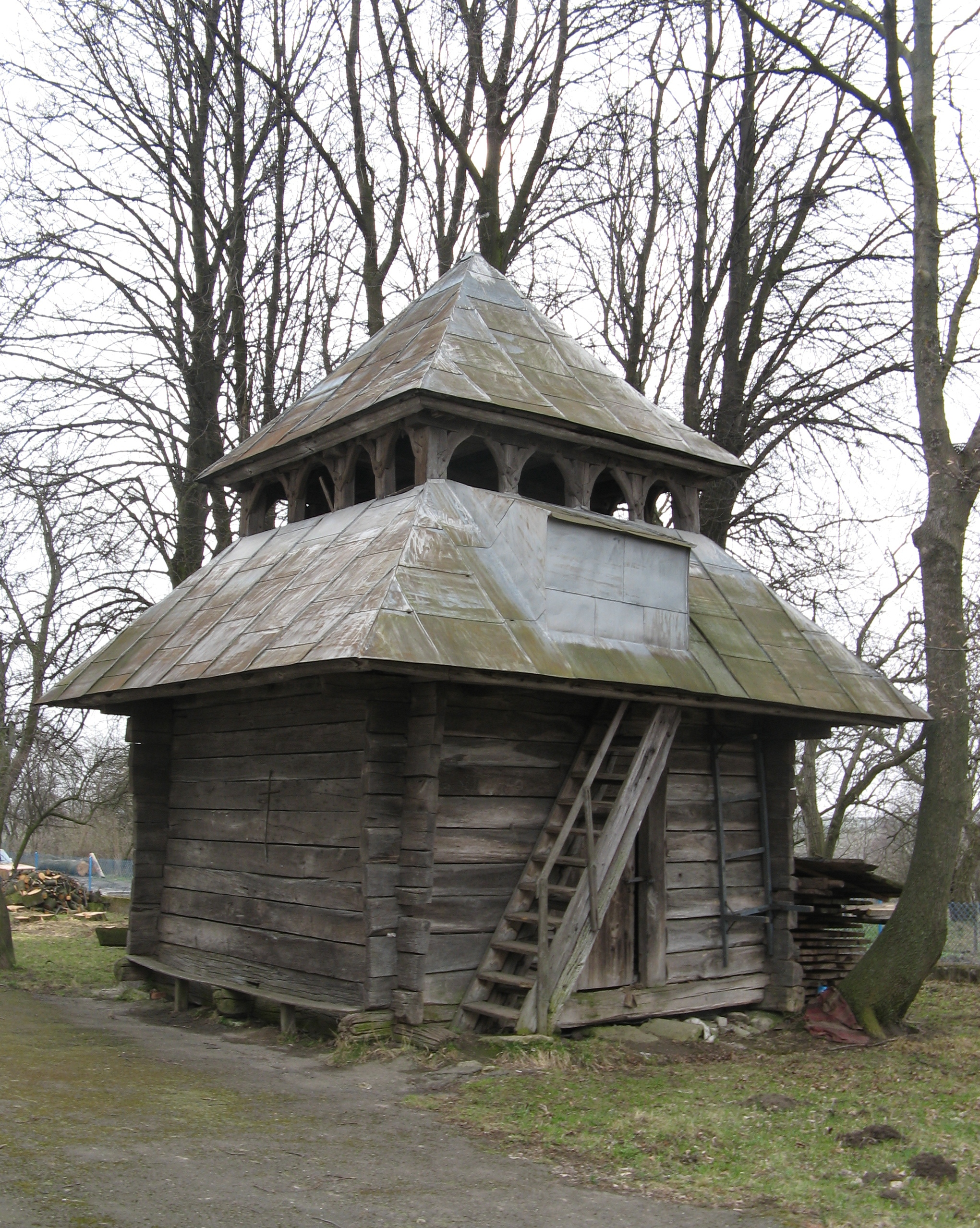
с. Нем'яч. Дзвіниця церкви Святого Юрія

- Церква Святого Юрія, збудована 1459 року і існувала ще наприкінці ХІХ століття. Поряд розташована дерев'яна церковна дзвіниця XVII століття[10]. Нині в селі діє греко-католицький храм Різдва Пресвятої Богородиці, настоятель отець Зіновій Яремко.
- 25 листопада 2012 року в селі Нем'яч відбулося відкриття та посвячення пам'ятного знака на честь полеглих воїнів УПА, який встановлено згідно з Програмою Львівської обласної ради із вшанування місць загибелі та поховань борців за незалежність України[11].

## Відомі люди

### Учасники визвольних змагань
- Дубина Василь Прокопович (псевдо — «Славко») — учасник збройного підпілля ОУН, лицар Бронзового хреста бойової заслуги (5.08.1952). Загинув 20 жовтня 1954 року у с. Нем’яч Бродівського району, через зраду в оточеній військами МДБ господарці, застрелився, аби не потрапити живим у руки ворога.
- Коб'яківський Ярослав Григорович (псевдо — «Веселий»; 3 березня 1926, с. Нем'яч — 6 листопада 1948, с. Попівці Бродівський район Львівська область) — учасник збройного підпілля ОУН, член Юнацтва ОУН від 1941 року. У 1944 році мобілізований до лав Червоної армії, але невдовзі дезертував та вступив у лави збройного підпілля ОУН. Стрілець місцевого СКВ (1944—1945). У 1945 році охоронець Підкамінського районного, а згодом — Бродівського надрайонного проводів ОУН. Загинув, наскочивши на засідку оперативної групи МҐБ.
- Ковальчук Петро Васильович (псевда — «Вітрик» («Витрик»), «Петро», «27»; 9 червня 1913, с. Нем'яч — 2 грудня 1948, с. Гаї Бродівський район Львівська область) — учасник збройного підпілля ОУН. Дяк місцевої церкви. Член ОУН з часів польської окупації краю. Кількарічний в'язень польських тюрем. Учасник збройного підпілля ОУН з осені 1944 року. Інформатор СБ місцевого кущового проводу ОУН (1944—весна 1948). Закінчив короткотермінові курси працівників СБ, після яких був призначений референтом СБ Бродівського районного проводу ОУН (весна 1948—12.1948). Загинув під час облави у криївці.
- Крет Микола (псевдо — «Шишка»; 7 лютого 1926, с. Нем'яч — місце загибелі невідоме?) — член ОУН з 1944 року. Стрілець боївки СБ Підкамінського районного проводу ОУН (1944—1948), Підкамінського кущового проводу ОУН (1948—1951). Подальша доля не встановлена.
- Шеремета Михайло Васильович (псевда — «Могила», «Циган», «50»; 26 лютого 1923, с. Нем'яч — 16 березня 1952, с. Бордуляки Бродівський район Львівська область) — учасник збройного підпілля ОУН. Член товариства «Просвіта». Член ОУН з 1940 року. Станичний села Нем'яч (1941—1943), стрілець відділу УНС (осінь 1943—весна 1944), а відтак сотні УПА «Дружинники» (весна—осінь 1944), кущовий провідник ОУН на Підкамінеччині (осінь 1944—літо 1945), комендант боївки СБ Підкамінського районного проводу ОУН (літо 1945—весна 1948). Референт СБ Підкамінського (весна—літо 1948), Олеського (літо 1948—літо 1949) та Бродівського (літо 1949—03.1952) районних проводів ОУН. З серпня 1950 року одночасно виконував функції керівника Бродівського районного проводу ОУН. Загинув під час облави.
- Шпак Руслан Олександрович (19 квітня 1972, с. Нем'яч — 15 липня 2015, Київ) — командир батальйону «Вікінг-К» при батальйоні «Айдар», похований в селі 19 липня 2015[12].